# Соса, Габино
Габино Соса (исп. Gabino Sosa; 4 октября 1899, Росарио — 3 марта 1971, Росарио) — аргентинский футболист, левый нападающий.

## Карьера
Габино Соса начал карьеру в клубе «Сентраль Кордова». Он дебютировал в основном составе команды 30 апреля 1916 года в матче с «Провинсиалем» (1:0). По другим данным первый матч Гамбино сыграл в 1915 году. В 1919 году он ушёл на военную службу, а затем работал в институте в Кордове. Затем игрок возвратился в «Сентраль», где играл до 1938 года, проведя 412 матчей и забив 116 голов. Во время перехода аргентинского футбола на профессиональную основу, его приглашали другие клубы, но он отвечал отказом. По некоторым данным Соса за свой первый профессиональный контракт попросил 400 песо и куклу для дочери.
Соса провёл 14 матчей за сборную Аргентины, забил шесть мячей.
Стадион клуба «Сентраль Кордова» назван в честь Габино Сосы.

## Достижения
- Чемпион Южной Америки: 1921